# Boninena hiraseana
Boninena hiraseana е вид коремоного от семейство Enidae. Видът е застрашен от изчезване.

## Разпространение
Разпространен е в Япония (Бонински острови).